# بنجامين وودبريدج دوايت
بنجامين وودبريدج دوايت (بالإنجليزية: Benjamin Woodbridge Dwight)‏ هو مؤرخ أمريكي، ولد في 1816 في نيو هيفن في الولايات المتحدة، وتوفي في 1889 في كلينتون في الولايات المتحدة.